# Pink Prison
Pink Prison è un film del 1999 diretto da Lisbeth Lynghøft.
È il secondo film erotico per donne prodotto dalla Zentropa Productions di Lars von Trier, segue Constance (1998) e precede All About Anna (2005). Tutti e tre i film sono basati sul Manifesto del Puzzy Power redatto dalla Zentropa nel 1997.